# Okres Békés
Okres Békés (maďarsky Békési járás) je okres v Maďarsku v župě Békés. Jeho správním centrem je město Békés.

## Sídla
Města
- Békés
- Mezőberény

Obce
- Bélmegyer
- Kamut
- Köröstarcsa
- Murony
- Tarhos